# 冨田大介 (パティシエ)
冨田 大介（とみた だいすけ、 - ）は、日本のパティシエ。東京都新宿区パティスリー エーグルドゥースのスーシェフを経て、2014年より名古屋のパティスリーカルチェ・ラタンのシェフに就任。

## 経歴
- 2013年 - パティシエの世界大会であるクープ・デュ・モンド・ドゥ・ラ・パティスリー2013に日本代表チームの一員として参加。準優勝に導く[1][2]。
- 2025年 - クープ・デュ・モンド・ドゥ・ラ・パティスリー2025に日本代表チーム団長として参加、優勝を獲得する[3][4]。

## コンクール歴
2002年
ジャパンケーキショウ チョコレート工芸菓子部門 銀賞
2003年
内海杯技術コンクール チョコレート部門 銅賞
2005年
ジャパンケーキショウ チョコレート工芸菓子部門 銀賞
内海杯技術コンクール チョコレート部門 銅賞
2006年
ジャパンケーキショウ チョコレート工芸菓子部門 大会会長賞
2007年
ジャパンケーキショウ チョコレート工芸菓子部門 銀賞
内海杯技術コンクール チョコレート部門 優勝
2008年
シャルルプルースト杯　総合 優勝、味覚部門 優勝、プレス部門 優勝
2010年
クープ・デュ・モンド・ドゥ・ラ・パティスリー2010 国内選考会 準優勝
2012年
クープ・デュ・モンド・ドゥ・ラ・パティスリー2012 国内選考会 チョコレート細工B部門 優勝
2013年
クープ・デュ・モンド・ドゥ・ラ・パティスリー2012 準優勝（日本チームメンバー）／チョコレート部門 最優秀賞